# Greg Mathis
Greg Mathis, född 5 april 1960 i Detroit, Michigan, USA, är en amerikansk familjerättsdomare, mest känd som Judge Mathis i realityserien Judge Mathis sedan 1999.
Mathis avlade juristexamen vid Eastern Michigan University 1987. Innan han började med TV, verkade han 1995–1998 som domare i 36th District Court of the State of Michigan.